# Guy Baring
Pour les articles homonymes, voir Baring.
Guy Victor Baring, né le 26 février 1873 et mort le 15 septembre 1916 à Ginchy,, est un soldat et homme politique britannique.

## Biographie
Membre de la famille Baring, il est le quatrième fils d'Alexander Baring (4e baron Ashburton) et le petit-fils de Francis Baring (3e baron Ashburton), tous deux députés conservateurs avant lui à la Chambre des communes. Alexander Baring est également officier dans l'Armée britannique, amputé d'un bras durant la guerre de Crimée. Éduqué au collège d'Eton comme bon nombre des fils des classes supérieures, Guy Baring est ensuite formé à une carrière militaire à la prestigieuse Académie royale militaire de Sandhurst. En 1893 il intègre le régiment d'infanterie des Coldstream Guards comme l'avait fait son père. Il participe à plusieurs batailles durant la seconde guerre des Boers dans le sud de l'Afrique, dont la bataille de Belmont et celle de Magersfontein. En mars 1901 il est promu capitaine dans le régiment des King's African Rifles et prend part à l'expédition militaire contre le peuple ogaden dans le sud de l'actuelle Somalie,,.
Sous l'étiquette du Parti conservateur, il est élu député de la circonscription de Winchester à la Chambre des communes aux élections législatives de 1906. S'exprimant à ses pairs avec franchise et humour, il participe principalement aux débats sur les questions militaires. Il est réélu avec une majorité accrue aux élections de janvier 1910, et conserve également son siège aux élections anticipées en décembre de cette même année. Il quitte l'armée en juin 1913 mais la réintègre au commencement de la Première Guerre mondiale,.
Chargé initialement de l'entraînement de soldats à Windsor, il se voit refuser un déploiement au front en janvier 1915, et ordonner de poursuivre l'entraînement de nouvelles recrues. Ayant insisté pour être envoyé sur le champ de bataille, il est déployé dans les tranchées de France à l'été 1915 avec le 4e bataillon des Coldstream Guards. En octobre 1915 il est fait commandant du 1er bataillon de ce régiment. C'est dans l'exercice de cette fonction, et ayant désormais le grade de lieutenant-colonel, qu'il est tué au combat en septembre 1916, alors qu'il mène le bataillon à l'assaut de tranchées allemandes à Ginchy dans le nord de la France, dans le cadre de la bataille de la Somme. En gravissant une barricade ennemie, il est atteint d'une balle dans la tête et meurt instantanément. Il est inhumé au cimetière militaire à Fricourt. Marié, il n'a toutefois pas d'enfants,, . Il est l'un des quarante-trois parlementaires britanniques morts durant la Guerre et commémorés par un mémorial à Westminster Hall, dans l'enceinte du palais de Westminster où siège le Parlement.